# Canoa/kayak ai Giochi della XXVII Olimpiade
Si sono svolte 16 gare di Canoa/kayak alle olimpiadi estive 2000: 12 in acque libere (9 gare maschili e 3 femminili) e 4 gare di slalom (3 maschili e 1 femminile). Le gare di canoa sprint si sono tenute al Sydney International Regatta Centre.

## Podi

### Uomini
| Evento                  | Oro                                                                | Perform. | Argento                                               | Perform. | Bronzo                                                                        | Perform. |
| In acque libere - Canoa |                                                                    |          |                                                       |          |                                                                               |          |
| C1 - 500 m (dettagli)   | György Kolonics                                                    | 2:24.81  | Maxim Opalev                                          | 2:25.80  | Andreas Dittmer                                                               | 2:27.59  |
| C1 - 1000 m (dettagli)  | Andreas Dittmer                                                    | 3:54.37  | Ledis Balceiro                                        | 3:56.07  | Stephen Giles                                                                 | 3:56.43  |
| C2 - 500 m (dettagli)   | Russia Ferenc Novak Imre Pulai                                     | 1:51.28  | Polonia Daniel Jędraszko Paweł Baraszkiewicz          | 1:51.53  | Romania Mitică Pricop Florin Popescu                                          | 1:54.26  |
| C2 - 1000 m (dettagli)  | Romania Mitică Pricop Florin Popescu                               | 3:37.35  | Cuba Ibrahim Rojas Leobaldo Pereira                   | 3:38.75  | Germania Stefan Uteß Lars Kober                                               | 3:41.12  |
| In acque libere - Kayak |                                                                    |          |                                                       |          |                                                                               |          |
| K1 - 500 m (dettagli)   | Knut Holmann                                                       | 1:57.84  | Petăr Merkov                                          | 1:58.39  | Michael Kolganov                                                              | 1:59.56  |
| K1 - 1000 m (dettagli)  | Knut Holmann                                                       | 3:33.26  | Petăr Merkov                                          | 3:34.64  | Tim Brabants                                                                  | 3:35.05  |
| K2 - 500 m (dettagli)   | Ungheria Zoltán Kammerer Botond Storcz                             | 1:47.05  | Australia Andrew Trim Daniel Collins                  | 1:47.89  | Germania Ronald Rauhe Tim Wieskötter                                          | 1:48.77  |
| K2 - 1000 m (dettagli)  | Italia Antonio Rossi Beniamino Bonomi                              | 3:14.46  | Svezia Markus Oscarsson Henrik Nilsson                | 3:16.07  | Ungheria Krisztián Bártfai Kristzian Vereb                                    | 3:16.35  |
| K4 - 1000 m (dettagli)  | Ungheria Zoltán Kammerer Botond Storcz Ákos Vereckei Gábor Horváth | 2:55.18  | Germania Jan Schäfer Mark Zabel Björn Bach Stefan Ulm | 2:55.70  | Polonia Grzegorz Kotowicz Adam Seroczynski Dariusz Białkowski Marek Witkowski | 2:57.19  |
| Slalom - Canoa          |                                                                    |          |                                                       |          |                                                                               |          |
| C1 (dettagli)           | Tony Estanguet                                                     | 231.87   | Michal Martikán                                       | 233.76   | Juraj Minčík                                                                  | 234.22   |
| C2 (dettagli)           | Slovacchia Pavol Hochschorner Peter Hochschorner                   | 237.74   | Polonia Krzysztof Kołomański Michał Staniszewski      | 243.81   | Rep. Ceca Marek Jiras Tomáš Máder                                             | 249.45   |
| Slalom - Kayak          |                                                                    |          |                                                       |          |                                                                               |          |
| K1 (dettagli)           | Thomas Schmidt                                                     | 217.25   | Paul Ratcliffe                                        | 223.71   | Pierpaolo Ferrazzi                                                            | 225.03   |

### Donne
| Evento                  | Oro                                                              | Perform. | Argento                                                         | Perform. | Bronzo                                                     | Perform. |
| In acque libere - Kayak |                                                                  |          |                                                                 |          |                                                            |          |
| K1 - 500 m (dettagli)   | Josefa Idem                                                      | 2:13.84  | Caroline Brunet                                                 | 2:14.64  | Katrin Borchert                                            | 2:15.13  |
| K2 - 500 m (dettagli)   | Germania Birgit Fischer Katrin Wagner                            | 1:56.99  | Ungheria Katalin Kovács Nataša Janić                            | 1:58.58  | Polonia Aneta Pastuszka Beata Sokołowska-Kulesza           | 1:58.78  |
| K4 - 500 m (dettagli)   | Germania Birgit Fischer Manuela Mucke Anett Schuck Katrin Wagner | 1:34.53  | Ungheria Katalin Kovács Szilvia Szabó Erzsébet Viski Rita Kőbán | 1:34.94  | Romania Raluca Ioniţă Mariana Limbău Elena Radu Sanda Toma | 1:37.01  |
| Slalom - Kayak          |                                                                  |          |                                                                 |          |                                                            |          |
| K1 (dettagli)           | Štěpánka Hilgertová                                              | 247.04   | Brigitte Guibal                                                 | 251.88   | Anne-Lise Bardet                                           | 254.77   |

## Medagliere
| Posizione | Paese       |   |   |   | Totale |
| --------- | ----------- | - | - | - | ------ |
| 1         | Ungheria    | 4 | 2 | 1 | 7      |
| 2         | Germania    | 4 | 1 | 3 | 8      |
| 3         | Italia      | 2 | 0 | 1 | 3      |
| 4         | Norvegia    | 2 | 0 | 0 | 2      |
| 5         | Slovacchia  | 1 | 1 | 1 | 3      |
| 5         | Francia     | 1 | 1 | 1 | 3      |
| 7         | Romania     | 1 | 0 | 2 | 3      |
| 8         | Rep. Ceca   | 1 | 0 | 1 | 2      |
| 9         | Polonia     | 0 | 2 | 2 | 4      |
| 10        | Cuba        | 0 | 2 | 0 | 2      |
| 10        | Bulgaria    | 0 | 2 | 0 | 2      |
| 12        | Regno Unito | 0 | 1 | 1 | 2      |
| 12        | Canada      | 0 | 1 | 1 | 2      |
| 12        | Australia   | 0 | 1 | 1 | 2      |
| 15        | Svezia      | 0 | 1 | 0 | 1      |
| 15        | Russia      | 0 | 1 | 0 | 1      |
| 17        | Israele     | 0 | 0 | 1 | 1      |